# Karl Otto von der Osten
Karl Otto von der Osten (* 20. September 1800 in Zirkwitz; † 9. August 1872 in Greifenberg) war ein deutscher Jurist und Parlamentarier.

## Leben
Karl Otto von der Osten studierte Rechtswissenschaften an der Universität Greifswald und wurde Mitglied des Corps Pomerania Greifswald. Nach dem Studium ging er nach Ostpreußen und wurde er Justizkommissar in Goldap. 1837 erhielt außerdem die Zulassung als Notar beim Oberlandesgericht Insterburg. 1838 wurde er Justizkommissar und Notar in Stallupönen, später Rechtsanwalt und Notar in Stallupönen. Er hatte die Zulassung an den Untergerichten in Goldap, Gumbinnen, Pillkallen, Schirwindt und Stallupönen. 1853 ließ er sich als Rechtsanwalt am Kreisgericht und Notar in Tilsit nieder. 1857 ging er zurück nach Pommern und wurde Rechtsanwalt am Kreisgericht in Greifenberg.
1850 war er Mitglied des Volkshauses des Erfurter Unionsparlaments.
Osten war Besitzer des Ritterguts Zirkwitz im pommerschen Kreis Greifenberg. Seine Tochter Louise Amalie Adelheid Johanne von der Osten (* 3. April 1838 in Goldap; † 29. Juli 1864 in Oberspier) heiratete den Rittergutspächter und Politiker Conrad Zahn.

## Auszeichnungen
- Ernennung zum Justizrat, 1853